# ینس گلوکلیش
ینس گلوکلیش (انگلیسی: Jens Glücklich؛ زادهٔ ۱۰ ژوئیهٔ ۱۹۶۶) دوچرخه‌سوار اهل آلمان است.